# 陳廷徵
陳廷徵，浙江會稽縣人，清朝政治人物、監生出身。
康熙年間，監生出身。康熙六十一年，擔任山西介休縣知縣。